# Pseudoleskea yuennanensis
Pseudoleskea yuennanensis är en bladmossart som beskrevs av Brotherus 1924. Pseudoleskea yuennanensis ingår i släktet Pseudoleskea och familjen Leskeaceae. Inga underarter finns listade i Catalogue of Life.